# 4150 Старр
4150 Старр (4150 Starr) — астероїд, названий на честь екс-Beatles Сера Рінго Старра. Був відкритий 31 серпня 1984 року Брайяном Скіфом на станції Андерсон Меса Ловельської Обсерваторії.

## Дивись також
- 8749 Бітлз
- 4147 Леннон
- 4148 Маккартні
- 4149 Харрісон